# Въглерод
Въглеродът (на латински: Carboneum, от латинската дума carbo – „въглища“; химичен символ С) е химичен елемент от 14 (или 4А) група, 2 период. Има пореден номер 6 и атомна маса 12,0107 u (средно).
Като член на група 14 от Периодичната система на елементите, той е неметал и тетравалентен, като неговите четири електрона се включват в ковалентни химични връзки. Има три естествено срещани изотопа, от които два – въглерод-12 (12C) и въглерод-13 (13C) са стабилни, а третият – въглерод-14 (14C) е радиоактивен с време на полуразпад от около 5730 години.
През 2016 г. е потвърдено, че ароматното съединение хексаметилбензен (молекулна формула C12H18) съдържа въглероден атом с шест връзки вместо обичайните четири.
Въглеродът е един от малкото химични елементи, известни още от Античността.
Въглеродът има няколко алотропни форми, от които най-известните са графит, диамант и аморфен въглерод. Физическите свойства на въглерода силно зависят от алотропната му форма – например диамантът е много прозрачен, докато графитът е черен и непрозрачен. Диамантът е сред най-твърдите известни материали, докато графитът е толкова мек, че оставя следи върху хартия (оттам и името му – на гръцки „пиша“). Диамантът има много ниска електрическа проводимост и е диелектрик, докато графитът е много добър проводник на електрически ток. При нормални условия диамантът има най-високата топлопроводимост от всички известни материали. Всички алотропни форми са твърди вещества при нормални условия, но в термодинамично отношение графитът е най-стабилен.
По отношение на химическите им свойства всички алотропни форми на въглерода са стабилни и дори за реакция с кислорода е необходимо нагряване до висока температура. Най-честата валентност при свързване на въглерода в неорганичните съединения като оксид е +4, но се среща и +2, -4. като например при въглеродния монооксид и други карбонилни комплекси. Най-големи запаси от въглерод се съдържат във варовиците, доломитите и въглеродния диоксид, но значителни количества въглерод има и в органичните находища от каменни въглища, торф, нефт. Въглеродът образува повече химични съединения от който и да било друг химичен елемент, с повече от 10 милиона описани до днес чисто органични съединения, като това са само малка част от теоретично възможните съединения при стандартни условия.
Наличието на въглерод в земната кора го нарежда на 15-о място от срещаните в нея елементи, а наличието му във Вселената (като маса) го подрежда на четвърто място след водорода, хелия и кислорода. Той се среща във всички живи организми, а в човешкото тяло той се нарежда на второ място след кислорода по маса (около 18,5%). Това му изобилие в природата, заедно с разнообразието от органични съединения и тяхната необичайна способност да образуват полимери при температурите, най-често срещани на Земята, правят от този химически елемент основа на живота.

## История
Във вид на дървени въглища, дим и сажди, въглеродът е бил известен на човечеството още в праисторията от около 100 хил. години пр. Хр. и името му е свързано с високото му съдържание във въглищата Горенето на съдържащите въглерод вещества е един от първите химични процеси, заинтригували човека.
Диамантите са открити в средата на 3 хилядолетие пр.н.е. в Китай, а в Древен Рим дървени въглища вече се произвеждат масово.
През 1722 г. Рене-Антоан Реомюр показва, че желязото се превръща в стомана чрез поглъщането на веществото, известно днес като въглерод. През 1772 г. Антоан Лавоазие демонстрира, че диамантите са форма на въглерода, като изгаря проби от въглерод и диамант и установява, че и в двата случая не се получава вода, но се отделя еднакво количество въглероден диоксид от едно и също количество изходен материал. По-късно Карл Вилхелм Шееле установява, че графитът, смятан дотогава за форма на оловото, също е разновидност на въглерода.
Елементарната природа на въглерода е установена от Лавоазие в края на 1780 г., а през 1787 г. в химичната номенклатура се появява наименованието „carbone“, от латинското „carbo“ – въглища. През 1791 г. английският химик Смитсън Тенант първи получил свободен въглерод, пропускайки фосфорни пари над нагрят тебешир. Получили се фосфат на калция и въглерод.
Фулерените, друга алотропна форма на въглерода, открита през 1985 г., включва няколко разновидности, сред които и въглеродните нанотръби. Това откритие предизвиква нов интерес към въглерода и през следващите години са открити нови алотропи, като стъкловъглерода, и е установено, че структурата на аморфния въглерод в действителност не е напълно аморфна.

## Физични свойства
Въглеродът е с най-висока температура на топене и температура на сублимация от всички елементи. Той не се топи при атмосферно налягане, тъй като тройната му точка е при 10,8 ± 0,2 MPa и 4600 ± 300 K, така че той сублимира при около 3900 K.
При запалване на електрическа дъга температурата на графитните електроди се повишава до около 5800 K и те сублимират. Тоест, независимо от алотропната си форма въглеродът остава в твърдо агрегатно състояние и при най-високите температури, при които започват да се топят волфрамът или реният.
Към 2009 г. графенът изглежда като най-здравият познат материал. За да може обаче да бъде използван на практика, е необходимо да се развие технологията по получаването му.

### Алотропни форми
Въглеродът съществува в природата основно под три алотропни форми – графит, диамант и аморфен въглерод.
Групата на алотропните форми на въглерода покрива доста крайности в свойствата:
| Синтетичният диамант под форма на нанокристали е най-твърдият известен материал. | Графитът е един от най-меките известни материали.                                |
| Диамантът е най-добрият абразив.                                                 | Графитът е отлична суха смазка.                                                  |
| Диамантът е отличен електрически изолатор.                                       | Графитът е проводник на електричество.                                           |
| Диамантът има най-добрата топлопроводност от материалите, срещани в природата    | Някои форми на графита се използват за термоизолация (например топлинни екрани)  |
| Диамантът е силно прозрачен.                                                     | Графитът е непрозрачен.                                                          |
| Диамантът кристализира в кубична кристална решетка.                              | Графитът кристализира в хексагонална кристална решетка.                          |
| Аморфният въглерод е напълно изотропен материал.                                 | Въглеродните нанотръби са сред най-анизотропните материали, произвеждани някога. |

- Диамант (елмаз). Той е рядък скъпоценен камък, най-твърдото естествено вещество. Получава се при високо налягане в природата. Има кубична стереоцентрирана атомна кристална решетка (триизмерен полимер), в която всеки въглероден атом е свързани със здрави ковалентни връзки с четири други атома в тетраедри, всеки от които на разстояние от 1,5 Å.[29] Това определя висока твърдост и лоша електропроводимост.[29] Координационното число на въглеродните атоми е 4, дължащо се на sp3-хибридизация.[30] Здравата въглерод-въглеродна връзка в тези тетраедри определя голямата твърдост на надраскване – той е най-твърдото познато вещество в природата. Чистият диамант е безцветен прозрачен кристал със свойството да пречупва силно светлината. Повечето диаманти са оцветени в различни цветове, като е възможно да са дори черни в зависимост от примесите. Диамантът не е електропроводим, но е добър проводник на топлината.[14] При температура над 1000 °C в инертна атмосфера или вакуум диамантът започва да се превръща в графит, без да се топи, отделяйки топлина. В кислородна среда изгаря до CO2 при 1500 °C. В химично отношение има силно изразена инертност. Не взаимодейства с киселини, основи и метали. Разрушава се само от силни окислители – перхлорати, перманганати, бихромати и др.[29] Синтез на диамант е постигнат след 1953 г. при Р = 300 000 атм., t° = 5000 °C, като за изходен материал е употребен графит.[29]
- Графит. При обикновени условия това е по-стабилната алотропна форма.[29] Противоположно на диаманта, графитът се намира в големи количества в природата. Полимерният порядък се разпространява в две направления – плоскост, вместо в триизмерно пространство.[14] Въглеродът има тази форма при нормални налягания. Всеки въглероден атом е свързан с три други в хексагонална атомна кристална решетка, като формират правилни хексагонални пръстени подобно на ароматните въглеводороди и са разположени на слоеве. Между слоевете има слаби междумолекулни сили, а в рамките на слоевете – делокализирана ковалентна химична връзка. Разстоянието между въглеродните атоми в шестоъгълника е 1,43 Å, а между плоскостите – 3,35 Å.[29] Тази структура определя свойствата на графита: мек и лесно цепещ се материал поради приплъзването на отделните слоеве. Делокализираната връзка определя добрата проводимост на електрически ток успоредно на слоевете, тъй като електроните образуват облак. Разположението на съседните слоеве е такова, че върховете на шестоъгълниците от един от тях са срещу центровете на шестоъгълниците от двата съседни слоя, като така разположението на слоевете се повтаря през един.[14] На външен вид графитът е сиво-черно непрозрачно вещество със слаб метален блясък. Много мек, мазен на пипане, трудно топим. При слабо триене върху хартията оставя тъмносива следа. Известна е и трислойна модификация на графита, като тук разположението на слоевете се повтаря през два.[14] Физичните и химичните свойства на двете модификации са много близки.[14] Трислойният графит (при някои природни образци съдържанието му достига до 30%), при нагряване от 2000 – 3000 °C преминава в двуслойна структура.[14] При раздробяване на графит трислойната му структура се увелича с до 15%.[14] Температурата на топене на графита при повишено налягане е 3527 °C.[14] При обикновено налягане той сублимира.[14] Плътността на графита е 2,267 g/cm³. В химично отношение е малко по-реактивоспособен от диаманта.[29] Изгаря по-лесно до CO2 и образува карбиди.[29] При окислението му с концентрирана HNO3 като краен продукт се получава мелитова киселина C6(COOH)6.[29]

Алотропните форми графит и диамант могат взаимно да се превръщат една в друга.
- Двумерен вариант на графита се нарича графен, но той се получава по изкуствен път. Състои се от стабилни и здрави двуизмерни структури, разположени в правилни шестоъгълници на хексагонална система.[14] Разтоянието между атомите е 0,142[14] нанометра, а хексагоналната клетка има площ от 0,052[14] квадратни нанометра. Графенът има дебелина 1 атом и изключителни механични и физични свойства. Структурата на паралелните графенови слоеве е същата, като пластовете на графита. Тези графитени структури са били за първи път изолирани до графен с помощта на „скоч“-лента.[14] Това са успели да направят от учени начело с Андре Гейм и Константин Новосьолов от Университета в Манчестър, Англия, съвместно с Института по микроелектроника в Черноголовка в Русия.[14] Те изолирали, идентифицирали и изследвали графена. За публикацията си в списание Science през 2004 г. Гейм и Новоселов получават Нобелова награда по физика през 2010 г.[14] Графенът е 100 пъти по-здрав от стоманата и притежава химична свръхрезистентност, свръхстабилност и свръхпроводимост. Поради тези и други негови свойства, графенът е материал на бъдещето, който може да замени силициевите чипове в електрониката и те да бъдат по-бързи.[14] Тъй като е електропроводим и прозрачен, графенът е подходящ за производство на дактилни дисплеи, осветителни панели и соларни клетки.[14] Графенови електронни елементи могат да бъдат вградени в тънки, гъвкави, устойчиви, еластични и леки пластмаси.[14]
- Аморфният въглерод представлява съвкупност от въглеродни атоми, които не са подредени в кристална решетка, а по-скоро наподобяват стъкло. На практика това е графит под формата на много дребни кристали с множество дефекти и съдържащи примеси.[14] Под формата на пудра той е основен компонент на материали като дървени въглища, сажди и активен въглен. По-рано аморфният въглерод е смятан за третата алотропна (полиморфна)[29] форма на въглерода, днес рентгеноструктрно е доказано, че това са само много ситни и неправилно сраснали графитови кристалчета.[29] Добива се по изкуствен начин.[29] Важни видове аморфен въглерод са саждите, коксът, дървените и животинските въглища.[29] Всяка от тези разновидности има своите особености и приложение. Аморфният въглерод е химически най-активен.[29]

Другите форми на въглерода се получават по изкуствен път.
- Преди 80-те години на 20 век е теоретично доказано и впоследствие наблюдавано, че при температури над 1000 К па́рите на всеки химичен елемент, освен въглерода, са или едноатомни, или двуатомни, а само въглеродът образува клъстери Cn с размери в нанометровия диапазон, образувайки куха молекула. При температура 3000– 4000 °C е значителен броят на клъстерите с n около 15.[14] До 1986 г. никой не се е стремял да получи клъстери с n > 20.[14] През 1985 г. американците Ричард Смоли и Робърт Кърл и британецът Харолд Крото създават заедно нова техника за изследване на въглеродните клъстери, както и метод за получаване на високоплътни клъстерни потоци със свръхзвукова скорост в струя на хелий и лазерно изпарение на въглерода.[14] В резултат на изследването станало ясно, че при определени условия на експеримента интензитетът на клъстера C60 се получава хиляди пъти по-голям от всички останали.[14] Оказало се, че C60 е затворена куха фигура, приличаща на футболна топка, голяма 1 нанометър, чиято повърхност се образува от 12 петоъгълника, като около всеки един от тях има по пет шестоъгълника (общо 20 фигури), а около всеки шестоъгълник се редуват петоъгълник и шестоъгълник, а на всеки всеки връх на многоъгълниците има по един въглероден атом. Петоъгълниците са образувани от единични връзки, а при шестоъгълниците се редуват прости и двойни връзки. Молекулата на C60 във вид на сфероидални клетки, състоящи се от шестоъгълници и несъседни петоъгълници, образуват икосаедри (двайсетстенници). Получили са названието си „фулерени“ по името на американския архитект Р. Бъкминстър Фулър, който използвал конструкция с петоъгълници и шестоъгълници, за да затвори сферичната форма на купола на ЕКСПО-60 в Монреал САЩ.[14]

В спектъра по маси са получени и други структури с „магически числа“ 70, 50 и 28 и „полумагически числа“ 20, 24, 32, 36, но всички те са значително по-нестабилни от C60. За своето откритие тримата учени – Ричард Смоли, Робърт Кърл и Харолд Крото, получават Нобелова награда по химия през 1996 г.
Фулерените се смятат като най-стабилна форма на въглерода, тъй като там атомите са в sp3-хибридно състояние.
Някои учени твърдят, че са изолирали отделни фулерени от обикновени сажди. Предполага се, че в околното пространство на въглеродните звезди в Космоса съществуват фулерени и линейни образувания от въглеродни атоми.
Ако при създаването на фулерени към въглеродните атоми се добавят няколко процента друг елемент, например никел или кобалт, включването на такива атоми възпрепятства образуването на седмия, осмия и деветия петоъгълник на фулерена. При подходящи температура и скорост на реакцията, условията са енергийно изгодни за израстване на въглеродни нанотръбички с един отворен край, а другият съдържа половин фулерен. Те имат диаметър от един до няколко нанометра. Тръбичките са навити във вид на цилиндър, а въглеродните атоми образуват шестоъгълници, подобно на пластовете на графита. Откритието на стабилни фулерени и нанотръби слага началото на нова област на научни изследвания и твърдотелни нанотехнологии с широко практическо приложение.
Считани някога за екзотика, днес фулерените се синтезират рутинно и се използват широко в науката и нанотехнологиите. Сред тях са т.нар. buckyballs, въглеродните нанотръби, въглеродни нанопъпки и въглеродни нановлакна. Други по-екзотични алотропни форми на въглерода са лонсдейлит, стъкловъглерод, въглеродна нанопяна и линеен ацетиленов въглерод или карбин.
- Карбинът се получава при каталитично окисление на етен.[30] Известни са два вида – α-карбин – с редуващи се единични и тройни връзки; и β-карбин – само с двойни връзки.[30] В малки количества той е намерен и в природата. Орбиталната му хибридизация е sp и всеки два въглеродни атома са свързани чрез 2σ- и 2π-връзки. Притежава хексагонална решетка и полупроводникови свойства. Структурата и свойствата на карбина не са добре изучени. Преминава в графит над 2000 °C.
- Стъкловъглеродът се получава чрез термично разлагане на богати на въглерод вещества. Състои се от хаотично свързани фрагнемти с диамантена и графитна структура, и е известен също като „въглеродно стъкло“.[30] То е меко, механически издръжливо, термоустойчиво, електропроводно и не пропуска газове. Притежава химическа инертност.

### Изотопи
Изотопите на въглеродния атом съдържат 6 протона и различен брой неутрони. Природният въглерод се състои от два стабилни изотопа – въглерод-12 (12С) (98,93% – горене на хелия) и въглерод-13 (13С) (1,07% – горене на водорода). Концентрацията на въглерод-12 в живите организми е по-голяма, защото биохимичните реакции протичат предимно с този изотоп. През 1961 г. IUPAC (на английски: International Union of Pure and Applied Chemistry) приема изотопа въглерод-12 като основа за определяне на атомната маса. При изследвания по метода на ядрен магнитен резонанс (NMR) се използва изотопът 13C.
Получени и изследвани са 13 радиоактивни изотопа на въглерода.
Изотопът въглерод-14 (14С, β-излъчвател, период на полуразпад Т½= 5730 ±40 години), е най-важният от изотопите. В природата се среща само като следи (0,0000000001%) и е концентриран в атмосферата и в горната част на земната кора, особено в органичните материали и торфа. Поради краткото си време на полуразпад той не се среща в древните скали, но постоянно се образува в долните слоеве на стратосферата на височина от 9 до 15 km в резултат на взаимодействието на неутроните от космическите лъчи с ядрата на азота от въздуха според реакциитеː
{\displaystyle {\ce {^14N + n -> ^14C + p}}} или {\displaystyle {\ce {^13C + d -> ^14C + p}}}.
Полученият радиоактивен въглерод се разпределя равномерно във въздуха под формата на 14CO2. Радиоактивният въглерод-14 чрез β–-разпад (с максимална енергия на β–-частиците 155 keV) и електронно антинеутрино преминава отново в стабилен азот-14.
От средата на 50-те години въглерод-14 се получава и в резултат от работата на атомните електростанции и на изпитванията на водородни бомби. Наличието на въглерод-14 е почти постоянно в атмосферата и в живите организми, а след смъртта им намалява по предсказуем начин. Именно образуването и разпадането на 14С са основа на създадения през 1949 г. метод за радиовъглеродно датиране на находки в археологията и геологията за определяне на възраст на артефакти до около 40 000 години.
От останалите радиоактивни изотопи на въглерода най-дълго живеещ е въглерод-11 с период на полуразпад 20,334 секунди и вид β+-разпад.

## Химични свойства
Електронната конфигурация на въглеродния атом е 1s22s22p2, което му позволява от -4 до +4 степени на окисление, с преобладаващо четиривалентно състояние. Лесно преминава във възбудено състояние 1s22s12p3. Това позволява и хибридизацията – sp, sp2 и sp3. Свързва се с други атоми и образува стабилни ковалентни връзки.
Във всички свои алотропни форми въглеродът е инертен при обикновена температура. Не се разтваря в органични и неорганични разтворители (изключение правят фулерените), не му действат киселини и основи. Единствено гореща концентрирана азотна и сярна киселина го окисляват до CO2:
{\displaystyle {\ce {C + 2 kH2SO4 ->[\Delta] CO2 ^ + 2SO2 ^ + 2H2O}}},
{\displaystyle {\ce {C + 4 kHNO3 ->[\Delta] CO2 ^ + 2NO2 ^ + 2H2O}}}.
Макар че е податлив на окисление, той е по-устойчив от желязото или медта. Въглеродът е силен химичен редуктор и затова се използва в металургията:
{\displaystyle {\ce {C + 2PbO -> 2Pb + CO2 ^}}}.
Реагира с H2, F2, Cl2, O2, сяра, метали, водна пара и метални оксиди при нагряване:
{\displaystyle {\ce {C + 2H2 ->[\Delta] CH4}}},
{\displaystyle {\ce {C + 2Cl2 ->[\Delta] CCl4}}},
{\displaystyle {\ce {C + O2 ->[\Delta] CO2}}},
{\displaystyle {\ce {2C + Ca ->[\Delta] CaC2}}}.

## Съединения

### Неорганични съединения

#### Карбиди
Графитът реагира с флуор при 400 – 500 °C, при което се получават съединения с променлив състав CFx. При х = 0,7 съединението е сиво-черно, при х = 0,9 е сребристосиво, а при х = 1 става безцветна прозрачна маса. Над 600 °C реакцията протича с взрив и с получават газообразни флуориди. Не се получават аналогични съединения с другите халогени. При взаимодействие на графит със суспензия на KClO4 в нитрирна смес се получава графитен оксид. Той е нестабилно съединение, което се разлага бавно при 70 °C, а при 200 °C изгаря до смес от въглеродни оксиди и сажди. Графитът дава голям брой съединения с включване на атоми и цели молекули между графитените слоеве, наречени графитиди.
Известни са съединения на фулерените с алкалните метали – K3C60, KRb2C60, Na2CsC60, наречени фулериди. Те са перспективни материали при разрешаване на проблемите на високотемпературната свърхпроводност. Заедно с фулерените, могат да бъдат използвани като смазочни материали, катализатори, производство на лекарства и др.
Карбидите са бинерните съединения на въглерода с металите, B и Si. Според химичната връзка карбидите се делят на 3 групи: с предимно йонна (солеобразни карбиди); с ковалентна и с йонно-ковалента връзка. С активните метали образува солеобразни карбиди: Na2C2, CaC2, Mg4C3, Al4C3. Карбидите са изолатори, почти безцветни и хидролизират до въглеводороди. Някои карбиди имат ковалентна кристална решетка, например силициевият карбид (карборунд, SiC), който наподобява диамант.

#### Оксиди
Въглеродът образува два оксида – монооксид (CO) и диоксид (CO2).
Въглеродният оксид (CO) се образува при изгаряне на графит. Реакцията на водна пара с червено нагрят кокс също получава монооксид. Тази смес от CO и H, наречена „воден газ“, се използва за индустриално гориво. В лабораторни условия въглероден моноксид може да се получи при нагряване на HCOOH или H2C2O4 в присъствието на сярна киселина. При нормални условия въглеродният оксид е безцветен инертен отровен газ. При нагряване става добър редуктор, поради се използва в металургията за редукция на метални оксиди до чист метал. От кислорода на въздуха се окислява при висока температура (около 700 °C), но гори лесно със синкав пламък. При облъчване или с катализатор реагира с хлора до фосген. Фосгенът е газ, силно дразнещ лигавиците.
Молекулите му съдържат тройна връзка и са доста полярни, което обяснява способността му да свързва желязото от хемоглобина в кръвта и да блокира транспорта на кислород и определя неговата токсичност. Цианидът (CN–) има подобна структура, но поведението е псевдохалоген йон.
Вълеродният диоксид е безцветен газ, 1,5 пъти по-тежък от въздуха, кисел на вкус. Не е токсичен, но при големи концентрации е възможно задушаване от недостиг на кислород. В палеонтологиното минало е бил основен компонент на атмосферата на Земята, но днес е сред второстепенните компоненти. Разтворен във вода, образува въглена киселина (H2CO3), която е нестабилна и същуствува само във воден разтвор. При нагряване карбонатите освобождават CO2:
{\displaystyle {\ce {CaCO3 ->[\Delta] CaO + CO2}}}
Има и други въглеродни оксиди: C2O3, (CO3), (C5O5), (C6O6), и (C12O9).

#### Киселини
Въглеродната киселина (H2CO3) е нетрайна и съществува само във воден разтвор. Нейните соли, карбонати и хидрогенкарбонати, са стабилни. Всичките хидрогенкарбонати са разтворими във вода, а от разтворими карбонати са (NH4)2CO3 и алкалните. Карбонатите реагират с повечето неорганични киселини, както и с някои органични киселини:
{\displaystyle {\ce {CaCO3 + H2SO4 -> CaSO4 + H2CO3 -> CaSO4 + H2O + CO2 ^}}}
{\displaystyle {\ce {CaCO3 + 2 CH3COOH -> Ca(CH3COO)2 + H2CO3 -> Ca(CH3COO)2 + H2O + CO2 ^}}}.
Карбонати се образуват при взаимодействие на метален оксид с CO2:
{\displaystyle {\ce {Na2O + CO2 -> Na2CO3}}}.
При недостиг е възможно и образуването на хидрокарбонати:
{\displaystyle {\ce {2Na + 2H2CO3 -> 2NaHCO3 + H2}}}.

#### Съединения на въглерода с азота и сярата
Серовъглеродът (CS2) се получава при прекарване на серни пàри през нажежени въглища:
{\displaystyle {\ce {C + 2S -> CS2_{(lq)}}}}.
Представлява течност и има неприятна миризма. Почти неразтворим във вода е, но е добър разтворител на сяра, йод, фосфор, смоли и восъци. Лесно се запалва и изгаря до CO2 и SO2.

### Органични съединения
Въглеродът лесно образува дълги и стабилни въглеродни вериги, на което се дължи огромния брой органични съединения. Най-простите органични съединения са въглеводородите. Те се използват като хладилни агенти, смазки, разтворители, суровина при производството на пластмаси, петролни продукти и горива.

## Наличие в природата
Въглеродът е четвъртият най-изобилен химически елемент, срещан в природата, след водорода, хелия и кислорода. Той се среща в Слънцето, звездите, кометите и атмосферите на повечето от планетите. Някои метеорити съдържат микроскопични диаманти, които са били формирани още при зараждането на Слънчевата система. Подобни микроскопични диаманти се образуват и на местата на стълкновение на метеорити със Земята поради високата температура и налягане.
Заема около 4,8.10 – 2% от масата на земната кора, което му отрежда 15-то място от всички химични елементи.
Формиращ заедно с кислорода въглероден диоксид, въглеродът в атмосферата се оценява на около 810 гигатона, а разтворен във всички водни басейни – на около 36 000 гигатона. В биосферата се съдържат около 1900 гигатона. Въглеводородите (като например въглища, нефт и природен газ) също съдържат въглерод – запасите от въглища се оценяват на около 900 гигатона, а запасите от нефт на около 150 гигатона.
Карбонатната група минерали е сред най-големите и най-разпространените, което определя широкото разпространение на въглерод в земната кора. Най-голямата от този въглерод се съдържа в два минерала – варовик (CaCO3) и доломит (CaCO3•MgCO3). Въглеродът влиза в състава на десетки други минерали, като мрамор, калцит и др. – CaCO3, малахит – Cu2(OH)2CO3, в главния минерал на цинка, смитсонит – ZnCO3, магнезит – MgCO3, сидерит – FeCO3, церусит – PbCO3 и др. В природните води се съдържат разтворими хидрогенкарбонати, напр. Ca(HCO3)2.
Въглищата са значителен източник на минерален въглерод и преди всичко антрацитните, съдържащи 92 – 98% въглерод, както и най-големият източник на въглерод във форма, годна за гориво.
Големи залежи на графит има в САЩ, Русия, Мексико, Гренландия и Индия.
Естествени находища на диаманти има в кимберлитовите скали, срещащи се в „гърлата“ на вулканите. Най-много залежи на диаманти има в Африка, главно в Южна Африка, Намибия, Ботсвана, Република Конго и Сиера Леоне. Срещат се също така и в Арканзас, Канада, арктическите райони на Русия, Бразилия и в Северна и Западна Австралия.

### Кръговрат на въглерода
На Земята превръщането на един елемент в друг е много рядко и затова количеството въглерод е постоянно на практика. Но химичните процеси, които включват въглерод, трябва да го черпят отнякъде и да отлагат другаде продуктите. Кръговратът на въглерода е описан от Лавоазие и Пристли и популяризиран от Хъмфри Дейви. Той е най-интензивният между всички биогеохимични цикли. Въглеродът циркулира с висока скорост както между различните неорганични (абиотични) среди, така и посредством хранителните мрежи, създадени вътре в съобществата от живи организми. Например при фотосинтезата растенията поглъщат въглероден диоксид от околната среда и създават биомаса, което представлява процес на фиксация на въглерода. Тази биомаса служи за храна на животните, а те издишат въглероден диоксид. Но кръговратът на въглерода може да бъде значително по-сложен: например, известно количество въглероден диоксид се разтваря в океаните, измрели растения и животни с течение на времето могат да се превърнат в петрол или въглища и могат да горят, освобождавайки въглерод.

## Производство
В редица страни в света е усвоено промишленото производство на изкуствени диаманти. За получаването им изходен продукт се явява графита, както и други богати на въглерод материали, които се подлагат на високо налягане (повече от 5000 атмосфери) и температура над 1200 °C. Важно условие за получаването на диаманти е наличието на катализатори, като желязо, никел, титан, платинови материали и др.
По-големите и прозрачни кристали на естествените диаманти (елмази) след оформянето и шлифоването, се наричат „брилянти“ и се използват за изработване на бижутерийни изделия. Големината на брилянтите се определя от извънсистемната единица „карат“, като 1 карат е 0,2 грама.

## Приложение
Около 80 – 85% от добитите диаманти се използва в техниката, предимно в металообработващата промишленост за изработка на инструменти за пробиване, рязане и шлифовка на особено твърди материали. Диамантени свредла се използват също при прокопаването на тунели в твърди скали, както и за изготвяне на сонди, триони и особено точни прибори и инструменти.
Използването на графита от художниците започва едва през 17 век. Тогава графитни детайли са били включвани в скици, по-често в пейзажната живопис на датски художници. Графитът е бил използван и при правене на предварителни скици за рисунки, но рисунки в завършен вид е било рядкост. В края на 18 век е конструиран предшественикът на модерния молив във форма на пръчка от натурален графит, поставена в кух дървен цилиндър. През 1795 г. френският изобретател Никола-Жак Конте измислил метод за направа на моливни пръчки от смес на графит и глина – истински прототип на модерния графитов молив.
Различните видове въглища и саждите притежават голяма разгърната повърхност, поради което се използват като катализатори или адсорбатори на газове и течности.
Високата температурна устойчивост на графита обуславя използването му в огнеупорни материали (тигли) и изделия. Благодарение на химическата си устойчивост, той се използва в химическата промишленост като конструкционен метал. Ниският коефициент на триене на графита позволява приготвянето на антифракционни и смазочни материали (диспергиран в масло) на негова основа. Високо чист графит се полага в ядрената енергетика – в реакторостроенето, като забавител на неутрони. Графитът се използва в производството на моливи (с прибавка на подходяща глина), а също и в производството на някои бои, електроди, четки за електромотори др.
Калциевият карбид се използва за получаване на ацетилен, а алуминиевият карбид – за получаването на метан.
Твърдият въглероден диоксид (сух лед) се използва като охладител и като удобен експлозив в каменовъглените мини, тъй като няма опасност от запалване. В хранителната промишленост се добавя в разхладителни напитки, например Кока Кола.
Фосгенът се използва в органичния синтез, както и като бойно отровно вещество.
Серовъглеродът се употребява като разтворител в органичния синтез и е съставна част на препарати за растителна защита.

## Екологични проблеми
Изгарянето на въглеродсъдържащи съединения до CO2, който е парников газ, довежда до т. нар. парников ефект. Това е естествен процес, задържащ температурата на Земята постоянна. През 20 и 21 в., засиленото изгаряне на нефт, въглища и др. невъзобновяеми енергийни източници, довежда до неестествено висок парников ефект.
През последните години въглеродният диоксид предизвиква киселинни дъждове. Вкарва се фино диспрегиран в облака, където предизвиква кристализация, уедряване и валеж под формата на дъжд или сняг.